# My War
My War è il secondo album della band hardcore punk Black Flag, pubblicato nel 1984 dalla SST Records.

## Il disco
Il fondatore dei Black Flag, Greg Ginn, in questo album suona sia il basso che la chitarra, strumento col quale suona di solito; Dale Nixon è uno pseudonimo creato apposta per la figura del bassista nell'album.
L'album fu pubblicato solo dopo una lunga pausa della band causata da una disputa legale con la Unicorn Records.
Il lato A contiene tracce simili come ritmo e strutture musicali al precedente Damaged, mentre il lato B ha canzoni diverse dalle prime; hanno un ritmo più lento e durano in media 6 minuti ognuna.
È considerato uno dei primi album sludge metal insieme ai primi dischi dei Melvins.

## Tracce
Lato A
1. My War – 3:46 (Chuck Dukowski)
2. Can't Decide – 5:22 (Greg Ginn)
3. Beat My Head Against the Wall – 2:34 (Greg Ginn)
4. I Love You – 3:27 (Chuck Dukowski)
5. Forever Time – 2:30 (Greg Ginn/Henry Rollins)
6. The Swinging Man – 3:04 (Greg Ginn/Henry Rollins)

Lato B
1. Nothing Left Inside – 6:44 (Greg Ginn/Henry Rollins)
2. Three Nights – 6:03 (Greg Ginn/Henry Rollins)
3. Scream – 6:52 (Greg Ginn)

## Formazione
- Henry Rollins - voce
- Greg Ginn - chitarra, produttore
- Dale Nixon - basso (in realtà Dale Nixon è uno pseudonimo usato da Greg Ginn)
- Bill Stevenson - batteria, produttore
- Spot - produttore, chitarra